# Старославянизмы
Старославяни́змы — слова, заимствованные из старославянского языка, языка богослужебных книг. Поэтому старославянизмы включают также церковнославянизмы.

## В русском языке
Старославянизмы в русском языке — заимствования из старославянского языка.

### Отличительные признаки

#### Фонетические
| Признак                                                           | Из старославянского                                         | Из древнерусского                                                     | Праславянский                                                            |
| ----------------------------------------------------------------- | ----------------------------------------------------------- | --------------------------------------------------------------------- | ------------------------------------------------------------------------ |
| -ла- : -оло- -ле- : -еле-, -ело-, -оло- -ра- : -оро- -ре- : -ере- | злато глава младость брег шлем млеко плен брада врата чреда | золото голова молодость берег шелом молоко полон борода ворота череда | *zolto *golva *moldostь *bergъ *šelmъ *melko *pelnъ *borda *vorta *čerda |
| ла- : ло- ра- : ро-                                               | ладья равный раб                                            | лодка ровный робить                                                   | *oldьja, *oldъka *orvьnъ *orbъ, *orbiti                                  |
| -жд- : -ж-                                                        | хождение одежда надежда между                               | хожу (ходить) одёжка надёжный меж                                     | *xoďenьje, *xoďǫ *odeďa *nadeďa, *nadeďьnъ *meďu, *meďi                  |
| -щ- : -ч-                                                         | освещение нощь дщерь мощь                                   | свеча ночь дочь мочь                                                  | *osvěťenьje, *svěťa *noťь *dъťi *moťь                                    |
| е- : о-                                                           | елень един                                                  | олень один                                                            | *elenь *edinъ                                                            |
| -е- : -ё-                                                         | небо перст крест                                            | нёбо напёрсток крёстный                                               | *nebo *pьrstъ, *napьrstъkъ *krьstъ                                       |

#### Словообразовательные
Морфологические признаки — сохранение старославянизмами старославянских приставок, суффиксов и сложной основы:
- приставки воз-, из-, низ-, чрез-, пре-, пред-:

воспеть, изгнать, излить, извергать, исход (выход), низвергнуть, ниспадать, ниспослать, чрезвычайный, чрезмерный, преступить, презреть, преемник, предсказать, преднамеренный
- суффиксы -ств, -ени, -ани(е), -знь, -тв(а), -ч(ий), -ущ, -ющ, -ащ, -ящ:

пришествие, благоденствие, бедствие, моление, прошение (просьба), терзание, казнь, жизнь, молитва, битва, ловчий, кормчий, ведущий, сведущий, тающий, знающий, кричащий, лежащий, разящий, говорящий
- сложные основы с обычными для старославянизмов элементами бог, благой, добрый, злой, суе-, чрево, единый  и другие:

богобоязненный, благодать, благонравие, добродетель, злоумышление, злонравие, суеверие, чревоугодие, единообразие

#### Семантические
Семантические признаки старославянизмов:
- их книжность, торжественность и приподнятость:

ланиты (щёки), перси (грудь), уста, перст, око, брег, глас, влас, младость, влачить, длань (ладонь), врата, храм, воспеть, златой, младой, священный, нетленный, вездесущий, сладостный
- группа старославянизмов, которые не выделяются на фоне остальной лексики:

шлем (др.-рус. шелом), сладкий (др.-рус. солодкий), работа, влага (др.-рус. волога)
- старославянизмы, употребляемые наряду с русскими вариантами, принявшими в языке иное значение:

прах — порох, предать — передать, глава — голова, гражданин — горожанин

### Восходящие к общеславянскому языку
Старославянизмы, имевшие восточнославянские варианты, отличавшиеся своим звучанием или аффиксальным оформлением: злато, нощь, рыбарь, ладья, врата, чреда (очередь), плен (полон).

#### Без созвучия с русскими словами
Старославянизмы без созвучных русских слов: перст (палец), уста (губы), ланиты (щёки), перси (грудь).

#### Семантические
Общеславянские слова, приобретшие под влиянием христианства новое значение в старославянском языке: бог, грех, жертва, блуд.